# Sand (Ungheria)
Sand è un comune dell'Ungheria di 482 abitanti (dati 2001). È situato nella contea di Zala.